# 리 (행정 구역)
리(里)는 한국의 지역을 구분하는 말단 단위로, 주로 농어촌 지역에 존재한다.

## 대한민국의 리
대한민국의 리는 읍(邑)·면(面)의 하부 구역이다.
- 법정리(法定里): 법률로 정하여진 리. 지번의 기준이 된다. 예) 전북특별자치도 순창군 순창읍 남계리
- 행정리(行政里): 인구와 생활권을 고려하여 법정리에 1개 또는 여러 개로 설치한 행정 구역. 도시 지역의 통(統)과 비슷하다. 20 ~ 100여 가구(家口)가 모여 사는 전통적인 촌(村) 또는 부락(部落)을 기초로 하는 경우가 많다. 예) 칠곡군 왜관읍 왜관1리~16리

과거 경기도의 일부 자연부락, 경상북도, 평안북도, 함경북도에서는 읍·면의 하부 행정구역을 리가 아닌 "동"(洞)으로 불렸는데, 경상북도 지역은 1988년 5월 1일 리(里)로 통일하였다. 예) 평안북도 용천군 신도면 동주동(東洲洞), 경기도 양주군 별비곡면 동학동(東鶴洞), 경기도 과천군 군내면 문원동(文原洞), 경상북도 영덕군 남정면 장사동(長沙洞) 
읍·면이 시로 승격하거나 읍·면이었던 곳이 동으로 변경하면, 법정리는 대개 법정동으로 바뀐다. 다만 김해군 대저면·명지면과 가락면의 일부가 부산직할시 북구에 편입될 때처럼 여러 개의 리를 묶어서 하나의 법정동으로 승격하는 경우도 있다.
예) 당진군 당진읍이 당진시 당진1,2,3동으로 개편됨으로써 읍이 행정동으로 변경되었고, 9개의 법정동과 24개의 통으로 구성되어 있다.

## 조선민주주의인민공화국의 리
조선민주주의인민공화국의 리는 구역·시·군의 하부 행정구역이며, 리에 해당되는 지역 가운데 광공업·임산·어업에 종사하는 노동자의 비중이 인구의 65%를 초과 지역은 로동자구로 편제한다.
조선민주주의인민공화국은 1952년 12월 22일 실시된 군면리 대폐합에 따라 행정 구역을 개편하여 군(郡)의 수를 2배 이상 대폭 늘리고, 면(面)을 폐지하였다. 군 인민위원회 소재지인 리(里)는 읍(邑)이라고 칭한다. 따라서, 읍의 수는 군의 수와 일치하며, 읍의 이름은 군의 이름과 같다. 군이 폐지되면 읍은 본래 리의 명칭으로 환원된다. 예) 판문군이 폐지되면서 판문읍이 봉동리(현 개성시)로 환원.

## 같이 보기
- 대한민국의 리 목록
- 마을
- 동(洞)